# Манзак-сюр-Верн
Манза́к-сюр-Верн (фр. Manzac-sur-Vern) — коммуна во Франции, находится в регионе Аквитания. Департамент — Дордонь. Входит в состав кантона Сент-Астье. Округ коммуны — Перигё.
Код INSEE коммуны — 24251.

## География
Коммуна расположена приблизительно в 440 км к югу от Парижа, в 100 км восточнее Бордо, в 15 км к юго-западу от Перигё.
По территории коммуны протекает река Верн.

### Климат
Климат умеренный океанический со средним уровнем осадков, которые выпадают преимущественно зимой. Лето здесь долгое и тёплое, однако также довольно влажное, здесь не бывает регулярных периодов летней засухи. Средняя температура января — 5 °C, июля — 18 °C. Изредка вследствие стечения неблагоприятных погодных условий может наблюдаться непродолжительная засуха или случаются поздние заморозки. Климат меняется очень часто, как в течение сезона, так и год от года.

## Население
Население коммуны на 2010 год составляло 566 человек.
| 1962 | 1968 | 1975 | 1982 | 1990 | 1999 | 2010 |
| ---- | ---- | ---- | ---- | ---- | ---- | ---- |
| 437  | 401  | 420  | 417  | 488  | 505  | 566  |

## Администрация
| Период | Период | Фамилия        | Партия       | Примечания |
| ------ | ------ | -------------- | ------------ | ---------- |
| 1919   | 1945   | Этьен Рок      | беспартийный |            |
| 1945   | 1959   | Роже Реймон    | беспартийный | пекарь     |
| 1959   | 1980   | Луи Фуржо      | беспартийный |            |
| 1980   | 2014   | Мишель Жирар   |              | пенсионер  |
| 2014   | 2020   | Бернар Пюириго | беспартийный | пенсионер  |

## Экономика
В 2010 году среди 352 человек трудоспособного возраста (15-64 лет) 259 были экономически активными, 93 — неактивными (показатель активности — 73,6 %, в 1999 году было 70,4 %). Из 259 активных жителей работали 234 человека (122 мужчины и 112 женщин), безработных было 25 (10 мужчин и 15 женщин). Среди 93 неактивных 23 человека были учениками или студентами, 46 — пенсионерами, 24 были неактивными по другим причинам.

## Достопримечательности
- Церковь Св. Петра в оковах (XV век)[5]
- Замок Лезарни (1900 год). Исторический памятник с 2008 года[6]
- Башня замка Шатне[7]

## Фотогалерея
- Манзак-сюр-Верн
- Почта и мэрия
- Церковь Св. Петра в оковах
- Монастырь Кутюр
- Замок Лезарни
- Башня Шатне
- Общественная прачечная
- Военный мемориал
- Река Верн